# Émétine
L'émétine est un alcaloïde tiré de l'ipéca. Elle a été isolée en 1817 par Pelletier et Magendie. Sa structure chimique sera élucidée bien plus tard en 1948.
Très toxique, l'émétine est principalement utilisée comme vomitif. Elle a des propriétés émétiques et antiamibiennes en préparation médicinale.